# Đại sứ quán Việt Nam Cộng hòa tại Cộng hòa Liên bang Đức
Đại sứ quán Việt Nam Cộng hòa tại Cộng hòa Liên bang Đức (Botschaft der Republik Vietnam in der Bundesrepublik Deutschland), thường gọi là Đại sứ quán Nam Việt Nam tại Tây Đức, là cơ quan đại diện ngoại giao do Việt Nam Cộng hòa thành lập tại thủ đô Bonn của Cộng hòa Liên bang Đức. Cơ quan này đóng cửa vào ngày 2 tháng 5 năm 1975 sau khi Sài Gòn thất thủ ngày 30 tháng 4 năm 1975.

## Lịch sử
Tiền thân là Công sứ quán Việt Nam Cộng hòa tại Cộng hòa Liên bang Đức được thành lập vào ngày 28 tháng 11 năm 1957, rồi về sau nâng cấp thành đại sứ quán vào năm 1960, và đổi tên thành Đại sứ quán Việt Nam Cộng hòa tại Cộng hòa Liên bang Đức cho đến khi đóng cửa vào ngày 2 tháng 5 năm 1975.

## Danh sách Đại sứ

### Công sứ Việt Nam Cộng hòa tại Đức (1957–1960)
| Số | Tên gọi        | Bổ nhiệm | Nhậm chức | Trình Quốc thư | Từ chức | Cấp bậc | Chức vụ           | Ghi chú | Ghi chú |
| -- | -------------- | -------- | --------- | -------------- | ------- | ------- | ----------------- | ------- | ------- |
| 1  | Hà Vĩnh Phương |          | 1957      |                | 1960    | Công sứ | Đại biện lâm thời |         |         |

### Đại sứ Việt Nam Cộng hòa tại Đức (1960–1975)
| Số | Tên gọi             | Bổ nhiệm         | Nhậm chức           | Trình Quốc thư       | Từ chức            | Cấp bậc | Chức vụ                    | Ghi chú | Ghi chú |
| -- | ------------------- | ---------------- | ------------------- | -------------------- | ------------------ | ------- | -------------------------- | --- | ------- |
| 1  | Hà Vĩnh Phương      |                  | 1960                |                      | 1963               | Đại sứ  | Đại biện lâm thời          | |         |
| 2  | Phan Văn Thính      |                  | 8 tháng 10 năm 1963 |                      | 1964               | Đại sứ  | Đại biện lâm thời          | Ông qua đời vào năm 2011 tại Washington, D.C., Mỹ. |         |
| 3  | Nguyễn Quí Anh      |                  | 16 tháng 4 năm 1964 |                      | 1968               | Đại sứ  | Đại sứ đặc mệnh toàn quyền | Từng là Đại sứ Việt Nam Cộng hòa tại Đan Mạch, Na Uy và Thụy Điển. |         |
| 4  | Nguyễn Duy Liễn     |                  | 1968                | 24 tháng 10 năm 1968 | 1974               | Đại sứ  | Đại sứ đặc mệnh toàn quyền | Từng là Đại sứ Việt Nam Cộng hòa tại Đan Mạch, Na Uy và Thụy Điển. Ông qua đời vào năm 2004 tại Fairfax, Virginia, Hoa Kỳ. |         |
| 5  | Nguyễn Phương Thiệp | Tháng 3 năm 1974 | Tháng 6 năm 1974    |                      | 2 tháng 5 năm 1975 | Đại sứ  | Đại sứ đặc mệnh toàn quyền | Từng là Đại sứ Việt Nam Cộng hòa tại Đan Mạch, Na Uy và Thụy Điển, và là đại sứ cuối cùng tại Đức. Sau khi đại sứ quán đóng cửa vào ngày 2 tháng 5, ông bày tỏ mong muốn sang Mỹ định cư, rồi về sau định cư tại New Jersey, Hoa Kỳ. Ông mất năm 1978. |         |